# Linyphia adstricta
Linyphia adstricta är en spindelart som först beskrevs av Eugen von Keyserling 1886.  Linyphia adstricta ingår i släktet Linyphia och familjen täckvävarspindlar. Inga underarter finns listade i Catalogue of Life.